# جامبوسار
جامبوسار (به انگلیسی: Jambusar) یک منطقهٔ مسکونی در هند است که در Jambusar Taluka واقع شده‌است. جامبوسار ۴۳٬۳۴۴ نفر جمعیت دارد و ۴ متر بالاتر از سطح دریا واقع شده‌است.